# Нечитайло, Александр Владимирович
Александр Владимирович Нечитайло (род. 1975) — российский пловец в ластах, заслуженный мастер спорта России.

## Карьера
Воспитанник бийского школы подводного спорта. Ученик заслуженного тренера России Сергея Ястребова. Тренировался в бассейне бийского спорткомплекса «Заря».
Пятикратный чемпион мира в эстафете. В индивидуальных дисциплина завоевал серебро и бронзу чемпионата мира.
Семикратный чемпион Европы.
Триумфатор Всемирных игр в Лахти — завоевал пять золотых медалей: на дистанция 50, 100 и 200 метров, а также в двух эстафетах.